# Bernard François Bertrand de Picot de la Motte
Pour les articles homonymes, voir Picot.
Bernard François Bertrand Picot, marquis de la Motte, né le 29 mars 1734 à Saint-Malo (Ille-et-Vilaine), mort le 15 février 1797 à Senlis (Oise), est un général français.

## États de service
Bernard Picot de la Motte est le fils de François Picot, sieur de Beauchesne, négociant à Cadix, et de Marie Raphaëlle du Fresne.
Il entre en service en 1744, dans la marine, et à 15 ans il fait déjà sa première campagne de mer dans l’Inde sur l’escadre de Monsieur de La Bourbonnais, et il y reçoit trois blessures légères. Le 10 avril 1748, alors qu’il sert sur le vaisseau de guerre « le Saint-Louis » de 44 canons, aux prises avec deux vaisseaux anglais de 64 et 56 canons, il est blessé grièvement au début de l’action, mais il n’abandonne pas le poste qui lui est confié, et 6 heures après le début du combat il a une jambe emportée par un boulet de canon.
En 1750, il est employé à Mahé sur la côte de Malabar, et en 1751, il est nommé commandant en second à Zamataly. En 1753, il est chargé de la défense du fort de Nélicéram, et en 1756, il commande en second Mahé, avec l’expectative du commandement en chef. En 1761, il est fait prisonnier par les Anglais lors de la capitulation de Mahé, et il est remis en liberté après le traité de Paris en 1763. Nommé la même année commandant-général de la côte de Malabar et gouverneur de Mahé, il remplira ses fonctions jusqu’en 1779. Le 21 janvier 1775, il est élevé au grade de colonel d’infanterie, et le 20 février suivant, il est fait chevalier de Saint-Louis. 
Les Anglais s’étant emparés de Mahé le 19 mars 1779, il est de nouveau fait prisonnier et il ne retrouve la liberté qu’en 1782. Réemployé dans l’Inde, il y reste jusqu’en 1787, date de sa mise à la retraite avec pension. Il est promu maréchal de camp le 19 juin 1792, avec effet rétroactif au 1er mars 1791. Retiré à Senlis, il fait partie des otages de Louis XVI.
Il meurt le 15 février 1797, à Senlis.

### Famille
Sa fille unique Étiennette Élisabeth Jeanne Athénaïs Ursule de Picot de la Motte épouse le 6 janvier 1818, Jean-Baptiste-Pierre Jullien de Courcelles.

## Sources
- Pierre Jullien de Courcelles, Dictionnaire historique et biographique des généraux français : depuis le onzième siècle jusqu'en 1822, Tome 8, l’Auteur, 1823, 459 p. (lire en ligne), p. 319.
- «  Bernard François Bertrand de Picot de la Motte  », sur roglo.eu
- Louis Gabriel Michaud, Biographie des hommes vivants, ou, Histoire par ordre alphabétique de la vie publique de tous les hommes qui se sont fait remarquer par leurs actions ou leurs écrits, tome 34, Paris, L.G Michaud, 1823, 586 p. (lire en ligne), p. 284.